# Vernalisation
 (août 2014).
Si vous disposez d'ouvrages ou d'articles de référence ou si vous connaissez des sites web de qualité traitant du thème abordé ici, merci de compléter l'article en donnant les références utiles à sa vérifiabilité et en les liant à la section « Notes et références ».
La vernalisation est un processus physiologique induit par le froid, conférant à une plante (bisannuelle ou  vivace) sa capacité de floraison. La durée de froid et son intensité varient selon les espèces. Par exemple, 1 mois à 2 ° C pour les céréales, 10 semaines à 13 ° C pour l'olivier. Les plantes indifférentes à la vernalisation fleurissent sans avoir à subir l'action du froid. Certains laboratoires disposent de serres ou fosses équipées pour une « vernalisation contrôlée ».
Vernalisation et stratification sont deux notions différentes, bien que souvent confondues, la vernalisation est le phénomène biologique qui permet l'induction florale, alors que la stratification est un procédé technique permettant de lever la dormance, elle permet d'imiter artificiellement les conditions hivernales pour démarrer la germination.

## Une définition aux limites variables
Stricto-sensu, la vernalisation décrit l'effet des basses températures pour induire ou accélérer la capacité à la floraison. En 1964, G.W. M. Barendse signale que dans la littérature d'autres significations ont pu être adoptées, comme par exemple la levée de la dormance, la stimulation de la floraison par de hautes températures, tandis que la longueur des jours, l'intensité lumineuse et la nutrition étaient des facteurs parfois annexés à la définition du phénomène ; la définition stricte est celle qui a été adoptée par Chouard, Gregory et Purvis, Lang et Melchers, Wellensiek, Doorenbos et Zeevart.

## Histoire
Le phénomène de vernalisation a d'abord été observé en 1857 par John H. Klippart (en) (1857), qui décrit des méthodes permettant de traiter par le froid des semences de blés d'hiver plantées au printemps, en les humidifiant pour accélérer leur croissance. En 1898, Conrad von Seelhorst (de) avait également remarqué que les céréales dites d'hiver exigeaient une exposition de leurs semences en germination ou de leurs plantules à des températures basses pour arriver à épiaison. Dans une publication de 1918, George Klebs rapporte des effets semblables sur les betteraves à sucre et d'autres biannuelles. En 1918 encore, Johann Gustav Gassner étend ces observations à d'autres végétaux et précise les besoins de vernalisation différentiels des seigles d'hiver et de printemps .
C'est  Trofim Lyssenko qui donna en 1928 un nom au phénomène, en russe d'abord (yarovizatsiya, sur la base de яровой, yarovoe) , puis dans sa traduction française et anglaise, vernalisation/vernalization. En synonyme de vernalisation, on trouve aussi le calque du russe soit iarovisation ou javorisation. Des auteurs français ont pu utiliser le terme printanisation.
Le terme  de « vernalisation » a été forgé en 1933 par R.O. Whyte et P.S. Hudson en 1933 pour rendre compte des expériences de Lyssenko (Vernalisation or Lyssenko's Method for the Pre-treatmant of Seed, in Bulletin of the Imperial Bureau of Plant Genetics, March 1933, n° 9).
En France, la Revue de Botanique appliquée rend compte du phénomène dès 1933, mais encore en 1934, en 1936 et encore en 1939. En 1933, un rédacteur, W.R., rapporte et commente une contribution de N. Von Gescher à la Revue Internationale d'Agriculture  (La "iarovisation", nouvelle méthode de raccourcissement de la période végétative des plantes). En 1934, un compte-rendu, non signé, traite d'un texte d'E. Schribaux et L. Friedberg soumis la même année à l'Académie Agricole de France (La printanisation des blés). En 1936, le JATBA consacre un long article aux Bases botaniques et géographiques de la sélection. D'après N. Vavilov ; l'article se conclut par un court paragraphe intitulé Importance de la iarovisation pour l'utilisation des ressources végétales mondiales. En 1939, L. Friedberg, sur la base notamment d'expérimentations conduites à Versailles, signe une contribution intitulée La printanisation des céréales en France ; il conclut en limitant l’intérêt de cette technique en France au travail des chercheurs et des sélectionneurs.
Après guerre, le JATBA traite du sujet à plusieurs reprises. En 1950, J.F. Leroy fait un long compte-rendu élogieux de l'ouvrage d'A.E. Murneek et R.O.Whyte Vernalization and Photoperiodism : a Symposium (1948, Chronica Botanica Company). Dans un autre numéro de la même année, Auguste Chevalier prend prétexte de la récente publication par Julian Huxley de La génétique soviétique et la science mondiale, pour analyser la situation créée après 1948 dans un article intitulé Comparaison entre la génétique néo-mendélienne, la génétique soviétique ou lyssenkiste et l'œuvre de N. I. Vavilov.
En 1944, Louis Blaringhem présente à l'Académie des Sciences une note de Roger David intitulée Essais de printanisation de diverses céréales. En 1946, R. David publie chez Hermann & C. Facteurs de développement et Printanisation des végétaux cultivés. R. David publiera également Contribution à l'étude biologique du froid : essai de printanisation du blé en Provence, ainsi que Contribution à l'étude biologique du froid. L’Évolution des inclusions lipidiques de l'embryon de blé pendant le traitement de printanisation (1947).
Le 8 décembre 1950, la Société botanique de France organise un débat sur la vernalisation autour d'un exposé de Pierre Chouard  .

## Mécanisme chezArabidopsis thaliana
La vernalisation a été étudiée chez l'arabette des dames, le paragraphe suivant détaille les mécanismes moléculaires de la vernalisation chez cette espèce. Certaines variétés sont sensibles à ce phénomène, et la floraison est retardée voire absente si la plante n'est pas soumise à des températures basses, d'autres ne le sont pas .
Pour les variétés sensibles à la vernalisation, la baisse des températures provoque la compétence du méristème aux signaux d'induction florale. Cette compétence perdure jusqu'à environ 300 jours chez Arabidopsis thaliana.
Chez la plante sensible, en l'absence de vernalisation, les gènes permettant la floraison sont bloqués par la protéine FLC (pour Flowering Locus C, un mutant knock-out de ce facteur de transcription produira des fleurs) qui s'y lie. Lorsque la plante est exposée au froid, une protéine VIN3 (pour Vernalisation Insensitive3) va désacétyler les histones H3 et H4 de l'ADN du locus FLC, ce qui constitue une répression des séquences situées sur ce locus. Pour maintenir cette répression, des protéines VRN1 et VRN2 vont méthyler l'histone H3.